# Świniotop
Świniotop (vyslovováno /ɕfiˈɲɔtɔp/) je obec v Polsku, ve Mazovském vojvodství, v okrese Wyszków a v gmině Wyszków. Má status samosprávné části obce. Nachází se na řece Liwiec.

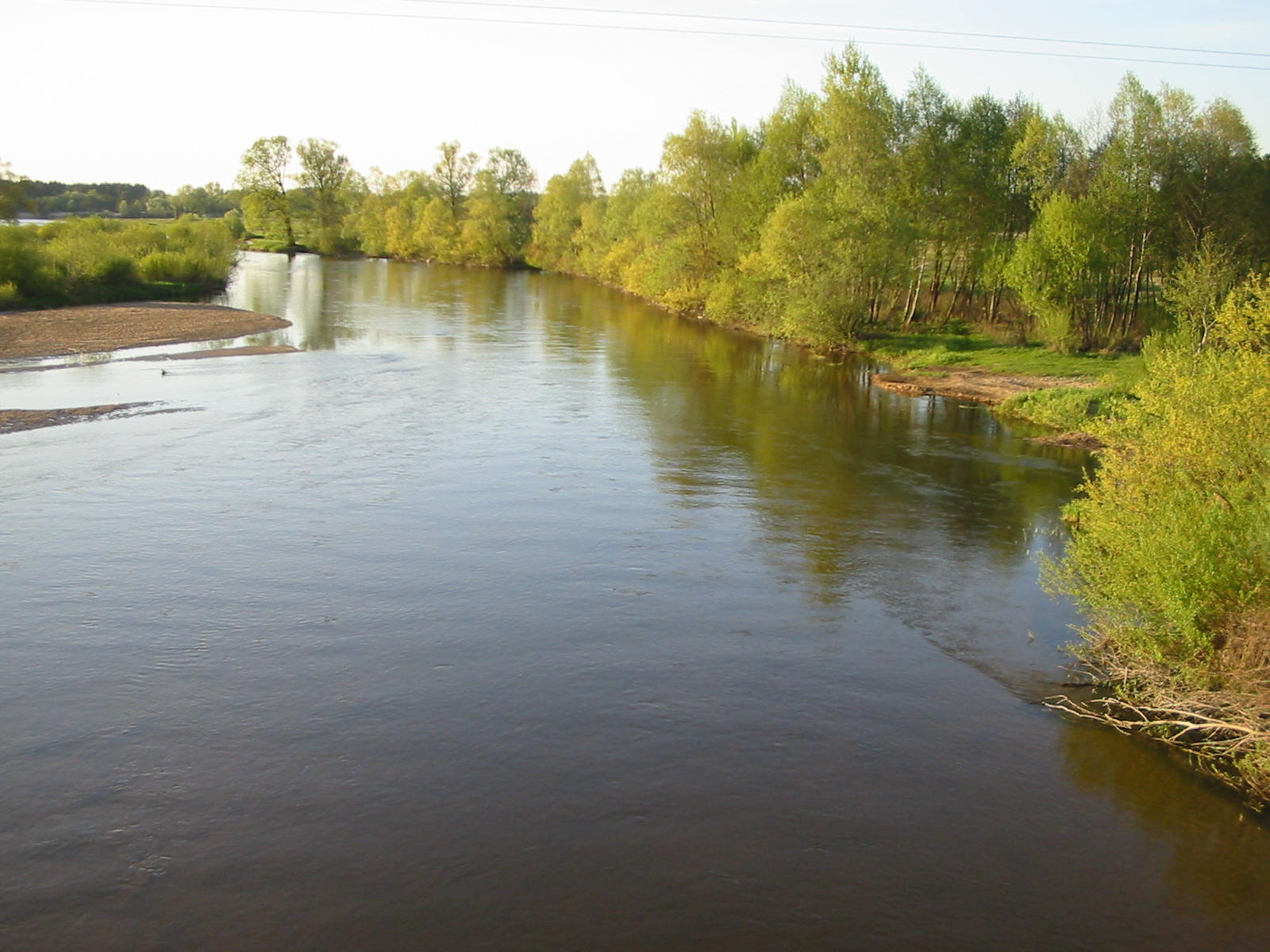
řeka Liwiec poblíž vesnice Świniotop.

Vesnice slouží především jako rekreační osada, pěstování obilovin a brambor se zde vyskytuje jen zřídka.